# Pimus pitus
Pimus pitus là một loài nhện trong họ Amaurobiidae.
Loài này thuộc chi Pimus. Pimus pitus được Ralph Vary Chamberlin miêu tả năm 1947.